# 해진 (지진학)
해진(海震)은 해상에서 관측되는 지진동이다.

## 개요
지진동은 각종 지진파에 의해 발생한다. 이 중, S파나 표면파는 고체중 밖에 전파하기 때문에, 수중·수상에서는 관측되지 않는다. P파는 소밀파이기 때문에 액체 중에도 전파할 수 있다. 이 때문에, 지중에서 발생한 지진파(P파)는, 수중을 전파하여, 선박 등에서 관측되게 된다.
선박에서는 어느 정도의 충격으로 말미암아 파괴되는 경우도 있다. 또, 육상의 진도계급을 따라 해진계급도 만들어지고 있다.

## 같이 보기
- 해저 지진